# Чемпіонат Європи з футболу 1964
Чемпіона́т Євро́пи з футбо́лу 1964 — другий Чемпіонат Європи з футболу. Цей турнір, як і перший, відбувся за кубковою системою. Відбіркові ігри провели у 1962–1964 рр. Фінальний етап турніру складався з 4 матчів: двох півфіналів, матчу за 3 місце та фіналу. Чемпіонат відбувався з 17 по 21 червня 1964 року в Іспанії.

## Місця проведення
- Мадрид, «Сантьяго Бернабеу»
- Барселона, «Камп Ноу»

## Учасники
- Данія
- Іспанія
- СРСР
- Угорщина

## Півфінали
| 17 червня 1964 | Данія | 0:3 | СРСР | Барселона, «Камп Ноу» |

Голи: Воронін (19), Понєдєльнік (40), Іванов (88)
СРСР: Яшин, Шустіков, Шестерньов, Мудрик, Воронін, Анічкін, Численко, Хусаїнов, Іванов, Гусаров, Понєдєльнік. Тренер: Бєсков.
| 17 червня 1964 | Іспанія | 2:1 | Угорщина | Мадрид, «Сантьяго Бернабеу» |

Голи: Переда (35), Амансіо (112) — Бене (84)
Іспанія: Ірібар, Рівілья, Олівелья, Кальєха, Соко, Фусте, Амансіо, Переда, Мартінес, Суарес, Лапетра. Тренер: Вільялонга.
Угорщина: Сентміхаї, Матраї, Месей, Шароші, Надь, Шипош, Комора, Альберт, Бене, Тіхі, Феньвеші. Тренер: Бароті.

## За 3 місце
| 20 червня 1964 | Угорщина | 3:1 | Данія | Барселона, «Камп Ноу» |

Голи: Бене (11), Новак (107, 110) — Бертельсен (81)
Угорщина: Сентміхаї, Новак, Месей, Іхас, Шоймоші, Шипош, Фаркаш, Варґа, Альберт, Бене, Феньвеші. Тренер: Бароті.

## Фінал
| 21 червня 1964 | Іспанія | 2:1 | СРСР | Мадрид, «Сантьяго Бернабеу» |

Голи: Переда (6), Мартінес (84) — Хусаїнов (8)
Іспанія: Ірібар, Рівілья, Олівелья, Кальєха, Соко, Фусте, Амансіо, Переда, Мартінес, Суарес, Лапетра. Тренер: Вільялонга.
СРСР: Яшин, Анічкін, Шустіков, Шестерньов, Мудрик, Численко, Воронін, Корнєєв, Хусаїнов, Іванов, Понєдєльнік. Тренер: Бєсков.

## Переможець
| Чемпіон Євро-1964 |
| ----------------- |
| Іспанія Вперше    |

## Символічна збірна турніру
| 1  | Лев Яшин          | СРСР     |
| 2  | Фелісьяно Рівілья | Іспанія  |
| 3  | Дежо Новак        | Угорщина |
| 4  | Ігнасіо Соко      | Іспанія  |
| 5  | Ферран Олівелья   | Іспанія  |
| 6  | Амаро Амансіо     | Іспанія  |
| 7  | Ференц Бене       | Угорщина |
| 8  | Валентин Іванов   | СРСР     |
| 9  | Хесус Переда      | Іспанія  |
| 10 | Луїс Суарес       | Іспанія  |
| 11 | Флоріан Альберт   | Угорщина |

## Статистика
- Бомбардири: Переда (Іспанія), Бене і Новак (обидвоє — Угорщина) — по 2 голи.
- Найшвидший гол: Переда (Іспанія), 6 хв. (матч Іспанія-СРСР)
- Середня кількість голів: 3,25

## Цікаві факти
- 31 липня 1964 року тренерський штаб збірної СРСР був звільнений за результатами виступів на чемпіонаті[1].